# Momo Evers
Momo Evers (* 1971 im Ruhrgebiet) ist eine deutsche Redakteurin, Lektorin und Autorin.
Für Verlage schreibt, lektoriert oder betreut Evers Romane, Krimis oder ganze Buchreihen. Sie studierte Geschichte, Germanistik und Erwachsenenbildung, absolvierte eine Ausbildung zur Online-Redakteurin und war Chefredakteurin des Phantastik-Magazins Nautilus.
Einer ihrer Schwerpunkte ist Phantastik und Fantasy. Als Redakteurin der Spielewelt Das Schwarze Auge ist sie an weit über einem Dutzend Veröffentlichungen als Herausgeberin oder Autorin beteiligt.

## Werke
- Evers, Momo: Knights, Kisses, Lover's Oaths. Langenscheidt 2006.
- Evers, Momo u. a.: Erwachen. In: Lonsing, Christian und Hamelmann, Tobias: Die Sechste Welt. Fantasy Productions 2005.
- Evers, Momo: Das doppelte Lottchen. In: Erdmann, Julia (Hrsg.): Festival Obscure, Jahrmärkte und fahrendes Volk. Pegasus Press 2005.
- Evers, Momo u. a.: Ritter, Hexen, Scharlatane. G&S-Verlag 2005.
- Evers, Momo: Effi Briest, Faust, in: Ossner, Jakob u. a.: Interpretationen und Modelle. Cornelsen 2002.
- Evers, Momo: Und Altaia brannte. Heyne 1999.
- Evers, Momo und Schiele, Lars: Liverollenspiel. Phoenix Press 1999.
- Evers, Momo: Princess Astray – Prinzessin auf Abwegen, Langenscheidt 2011.

Als Herausgeberin
- Evers, Momo (Hrsg.): Stromschnellen, Fantasy Productions 2006.
- Evers, Momo (Hrsg.): Auf Aves’ Schwingen, Fantasy Productions 2006.
- Evers, Momo u. a. (Red.): Am Großen Fluss, Fantasy Productions 2005.
- Evers, Momo (Hrsg.): Kar domadrosch!, Fantasy Productions 2005.
- Evers, Momo (Hrsg.): Verwunschen & Verzaubert, Fantasy Productions 2005.
- Evers, Momo (Hrsg.): Angroschs Kinder. Die Zwerge Aventuriens, Fantasy Productions 2005.
- Evers, Momo (Hrsg.): Magische Zeiten, Fantasy Productions 2004.
- Evers, Momo (Red.): Pfade des Lichts, Fantasy Productions 2004.
- Evers, Momo (Red.): Götter & Dämonen, Fantasy Productions 2003.